# Halocosa
Genre
Halocosa est un genre d'araignées aranéomorphes de la famille des Lycosidae.

## Distribution
Les espèces de ce genre se rencontrent écozone paléarctique.

## Liste des espèces
Selon World Spider Catalog (version 25.5, 10/12/2024) :
- Halocosa cereipes (L. Koch, 1878)
- Halocosa hatanensis (Urita, Tang & Song, 1993)

## Systématique et taxinomie
Ce genre a été décrit par Azarkina et Trilikauskas en 2019 dans les Lycosidae.

## Publication originale
- Azarkina & Trilikauskas, 2019 : « Halocosa gen. n., a new genus of Lycosidae (Araneae) from the Palaearctic, with a redescription of H. cereipes (L. Koch, 1878). » Zootaxa, no 4629(4), p. 555-570.